# Antarktisches Bodenwasser

Antarktisches Bodenwasser wird im Südlichen Ozean von der Oberflächenwasserkühlung der Polynya gebildet

Antarktisches Bodenwasser (engl.: Antarctic bottom water, AABW) ist ein Wasserkörper im Südlichen Ozean rund um den Kontinent Antarktika mit Temperaturen von −0,8 bis +2 °C und Salinität von 34,6 bis 34,7 psu. Es ist der Wasserkörper mit der größten Dichte in den Ozeanen und bedeckt die Tiefen um 4000 m aller Ozeanbecken, die in dieser Tiefe eine Verbindung zum Südozean haben.
Die Haupteigenschaft des antarktischen Bodenwassers besteht in der niedrigen Temperatur, wodurch diese Wassermasse einen großen Einfluss auf die Zirkulation in den Ozeanen hat.
Das Bodenwasser hat auch eine höhere Sauerstoffkonzentration als die anderen Wassermassen in den Ozeanen, weil in ihm weniger Verwesungsprozesse ablaufen. Daher vermutet man, dass das antarktische Bodenwasser auch eine wichtige Rolle für den Gasaustausch (ventilation of the deep ocean) spielt.

## Bildung und Zirkulation
Antarktisches Bodenwasser bildet sich teilweise durch heftige Zirkulationsprozesse. Es entsteht im Weddell-Meer ⊙ und im Rossmeer, vor Adélieland ⊙ und Kap Darnley aus Oberflächenwasser, das sich in Polynjas und unter dem Schelfeis abkühlt.
Einzigartig ist dabei der Einfluss der kalten Oberflächenwinde, die vom antarktischen Kontinent herabfallen. Der Wind bildet die Polynjas, wodurch das Oberflächenwasser dem Wind noch stärker ausgesetzt ist. Im Winter wird der Wind stärker, und so entsteht mehr antarktisches Bodenwasser. Oberflächenwasser hat einen hohen Salzgehalt, weil das Meereis zu einer Konzentration des Salzes führt.
Das Antarktische Bodenwasser fließt dann aufgrund seiner höheren Dichte entlang des antarktischen Kontinentalrands ab und auf dem Grund in Richtung Norden. Als Wassermasse mit hoher Dichte bildet es eigene Strömungen unter den anderen Wasserkörpern. Innerhalb dieser Wassermassen hat das Weddell Sea Bottom Water die höchste Dichte. Es fließt relativ gemächlich mit Geschwindigkeiten von 2–5 Sv.
Man hat Anzeichen dafür gefunden, dass die Entstehung des Bodenwassers im Verlauf des Holozän (in den letzten 10.000 Jahren) nicht gleichmäßig verlief, d. h., dass seine Bildung durch verschiedene Bedingungen schwankte: neben dem Vorhandensein und der Ausdehnung von Polynjas hat auch das Kalben der großen Gletscher entscheidenden Einfluss auf die Bildung des Bodenwassers. So könnte das Kalben des Mertz-Gletschers vom 12.–13. Februar 2010 die Bildung von Bodenwasser in den Gewässern vor Adélie- und Georg-V.-Land in dieser Zeit um bis zu 23 % reduziert haben.
Wechsel in der Korngröße (grob vs. fein), den Sedimentstrukturen (Schrägschichtung vs. Lamination + Bioturbation) und der Abkunft des Materials (Präsenz vs. Absenz von Gletscherschutt) in der holozänen Sedimentüberlieferung des Mac-Robertson-Schelfs sowie des Schelfs vor Georg-V.-Land liefern Hinweise darauf, dass dort die Stärke der Bodenströmungen, die wahrscheinlich positiv mit dem Volumen von neugebildetem antarktischem Bodenwasser korreliert, im Lauf der vergangenen Jahrtausende klimabedingt erheblich geschwankt hat.

AABW-Abfluss in der Äquatorregion des Atlantik.

### Atlantik

Abflusswege des AABW im südlichen Atlantik und Indik

Der Vema-Kanal ⊙, ein Tiefseegraben im Rio-Grande-Rücken des Südatlantik, ist ein wichtiger Abfluss für AABW und Weddell Sea Bottom Water auf dem Weg nach Norden.
Sobald das Wasser den Äquator erreicht, ergießt sich etwa ein Drittel des Wassers ins Guiana-Becken, der größere Teil fließt jedoch durch die südliche Hälfte des Äquatorial-Kanals (35°W) ab. Die restlichen Wassermassen fließen zurück, und ein weiterer Teil fließt durch den Romanchegraben in den Ostatlantik.
Im Guiana-Becken, westlich von 40°W, könnte die Topographie und der starke ostwärts fließende Deep Western Boundary Current das antarktische Bodenwasser von einem Abfluss nach Westen abhalten; so wird es am Osthang des Ceará-Rückens weiter nach Norden geführt. Nördlich des Ceará-Rückens, bei 44°W, fließt das Wasser wieder nach Westen ins Zentrum des Beckens.

### Indopazifik
Im Indischen Ozean ermöglicht die Crozet-Kerguelen Gap einen Abfluss nach Norden. Dort fließt das Wasser mit einer Geschwindigkeit von ca. 2.5 Sv. Es dauert 23 Jahre, bis das Wasser an der Crozet-Kerguelen Gap ankommt. Südlich von Afrika fließt das Bodenwasser nordwärts durch das Agulhasbecken und dann nach Osten durch die Agulhas Passage und über die Südränder des Agulhas-Plateaus, von wo es in das Mosambik-Becken strömt.